# 甲南大学体育会サッカー部
甲南大学体育会サッカー部（こうなんだいがく たいいくかいサッカーぶ）は兵庫県神戸市東灘区にある甲南大学のサッカークラブである。

## 概要・歴史
1951年創部。1999年には天皇杯予選を兼ねる兵庫県サッカー選手権大会で初優勝を果たした。天皇杯初参加となった第79回大会では、1回戦で鹿屋体育大学体育会サッカー部に敗れた。
2020年は関西学生サッカーリーグ1部を3位で終え、創部以来初となる全国大会出場を果たした。初の全国大会となった#atarimaeni CUPでは3回戦で早稲田大に敗れるも、8強入りを果たした。
2021年春、卒業生の木村太哉がJ2リーグのファジアーノ岡山FCに加入し、大学出身者初のJリーガーとなった。

## 主な成績
- 関西学生サッカーリーグ2部
  - 優勝：1回 (2019年Aブロック)
- 兵庫県サッカー選手権大会（兼天皇杯全日本サッカー選手権大会兵庫県予選）
  - 優勝：2回 (1999、2024)
  - 準優勝：1回（2016）

## 主な出身選手
- 木村太哉（2020年度卒）
- 井上聖也（2021年度卒）